# Баландин, Аркадий Иванович
Аркадий Иванович Баландин (20 января 1936, Кугай, Марийская АССР — 5 декабря 1987, Москва) — советский учёный-фольклорист, специалист по истории собирания и изучения русского фольклора в XIX веке. Доктор филологических наук.

## Биография
Родился 20 января 1936 года в деревне Кугай (Макарово, на реке Кугай) Покровского сельсовета (ныне Юринский район Республики Марий Эл) в семье сельского учителя.
После окончания средней школы в 1952 году поступил учиться на филологический факультет МГУ. Занимался в семинаре профессоров В. И. Чичерова и П. Д. Ухова, подготовил и защитил дипломную работу о символике русских народных песен.
Основной сферой научных интересов А. И. Баландина была история собирания и изучения русского фольклора в XIX веке, а также жизнь и творчество А. Н. Афанасьева, К. С. Аксакова, А. Ф. Гильфердинга, других деятелей российской фольклористики и литературоведения.
Существенным вкладом в фольклористику явились его кандидатская и докторская диссертации, посвящённые анализу научного наследия П. И. Якушкина и Ф. И. Буслаева и увидевшие свет в виде отдельных монографий, изданных в 1969 и 1988 годах Отделением литературы и языка Академии наук СССР.
А. И. Баландиным написано более 60 научных работ, среди них две монографии, вышедшие в академическом издательстве «Наука».

## Сочинения
- Баландин А. И., Ухов П. Д. Судьба песен, собранных П. В. Киреевским: (история публикации) // Песни, собранные писателями: Новые материалы из архива П. В. Киреевского / АН СССР. Ин-т мировой лит. им. А. М. Горького. — М. : Наука, 1968. — Т. 79. — 679 с. — (Литературное наследство / ред.: Д. Д. Благой, А. С. Бушмин  … [и др.] ; т. 79). — 4000 экз. — ISSN 0130-3627.
- Баландин А. И. П. И. Якушкин: Из истории русской фольклористики / Отв. ред. Н. И. Кравцов. Отд. литературы и языка АН СССР.. — М.: Наука, 1969. — 336 с. — 2600 экз.
- Баландин А. И. Мифологическая теория и проблема поэтики // Проблемы фольклора: Сборник статей / Отделение литературы и языка АН СССР. Научный совет по фольклору. — М.: Наука, 1975. — С. 125—130. — 232 с.
- Онежские былины: Антология / Сост., вступит. статья и коммент. А. И. Баландина. — Архангельск: Северо-Западное книжное издательство, 1983. — 336 с. — (Русский Север). — 100 000 экз.
- Баландин А. И. Мифологическая школа в русской фольклористике: Ф. И. Буслаев. — М.: Наука, 1988. — 224 с. — 2900 экз. — ISBN 5-02-011395-6.

Ответственный редактор
- Фольклор: поэтическая система: Сборник статей / Отв. ред.: А. И. Баландин, В. М. Гацак. Институт мировой литературы им. А. М. Горького. — М.: Наука, 1977. — 344 с. — 8150 экз.